# Франсішку да Кошта Гоміш
Кошта Гоміш, Франсі́шку да Ко́шта Го́міш (порт. Francisco da Costa Gomes; *30 червня 1914, Шавеш — †31 липня 2001, Лісабон) — португальський військовий та політичний діяч, маршал Португалії (1982), 15-й президент Португалії з 30 вересня 1974 по 13 липня 1976 року.
Одночасно з президентськими повноваженнями обіймав посаду голови Ради національного порятунку, яка керувала країною у перехідний після Революції гвоздик період.
Випускник військового коледжу у Лісабоні, згодом вивчав математику в Університеті Порту.
Займаючи високі посади у міністерстві оборони (1958—1961), був причетний до спроби здійснити військовий переворот у квітні 1961 року, якою керував генерал Ботелью Моніж, тогочасний міністр оборони Португалії.
У 1970 році виконував обов'язки командувача збройними силами Португалії в Анголі, де здійснив деякі реформування. З 12 вересня 1972 року був запрошений очолити збройні сили Португалії, проте за кілька місяців до Революції гвоздик Марселу Каетану усунув його з цієї посади.
Після революційних подій 25 квітня 1974 року був одним з семи португальських військових, які керували Радою національного порятунку Португалії. До 30 вересня 1974 року був другою особою в державі після Антоніу де Спіноли, при якому очолював Збройні сили країни.
30 вересня 1974 року, коли Спінола подав у відставку з посади президента Республіки, був призначений Радою національного порятунку на посаду глави держави. Займав цю посаду до 27 червня 1976 року — дня проведення перших демократичних виборів президента після режиму диктатури, на яких переміг Антоніу Рамалью Іаніш.
Помер 31 липня 2001 року у військовому шпиталі Лісабона, у віці 87 років.